# Quỹ Dân số Liên Hợp Quốc
Quỹ Dân số Liên Hợp Quốc (United Nation Fund Population Agency), trước đây là Quỹ Hoạt động Dân số của Liên Hợp Quốc, là một tổ chức của Liên Hợp Quốc. UNFPA nói rằng "đây là cơ quan hàng đầu của Liên Hợp Quốc về việc mang đến một thế giới nơi mọi lần có thai đều do mong muốn, mọi ca sinh nở đều an toàn và mọi tiềm năng của mọi người đều được đáp ứng". Công việc của họ liên quan đến việc cải thiện sức khỏe sinh sản; bao gồm việc tạo ra các chiến lược và giao thức quốc gia, và kiểm soát sinh đẻ bằng cách cung cấp vật tư và dịch vụ. Tổ chức này gần đây đã được biết đến với chiến dịch trên toàn thế giới chống lại hôn nhân trẻ em, lỗ rò sản khoa và cắt bỏ bộ phận sinh dục nữ.
UNFPA hỗ trợ các chương trình tại hơn 150 quốc gia và khu vực trải rộng trên bốn khu vực địa lý: các quốc gia Ả Rập và Châu Âu, Châu Á và Thái Bình Dương, Châu Mỹ Latinh và Caribbean và Châu Phi cận Sahara. Khoảng ba phần tư nhân viên làm việc trong lĩnh vực này. Tổ chức này là thành viên của Nhóm Phát triển Liên Hợp Quốc và là thành viên của ủy ban điều hành.